# Moershoofde
Moershoofde of Moershoofd is een buurtschap (gehucht) op de Belgisch-Nederlandse grens tussen Eede (in de Nederlandse gemeente Sluis, provincie Zeeland) en Sint-Laureins (België, provincie Oost-Vlaanderen). Het Nederlandse deel van Moershoofde behoorde vanouds tot de gemeente Eede.
Onmiddellijk ten zuiden van de buurtschap loopt het Leopoldkanaal.
De belangrijkste weg op Belgisch grondgebied is “Moershoofde” die op Nederlands grondgebied verandert van naam in “Brieversweg”. Op die weg  was het tot in de jaren zestig als particulier, zonder uitdrukkelijke toelating van de douane, verboden te rijden met een voertuig. Bij overtreding kon het voertuig in beslag genomen worden.
Moershoofde is vernoemd naar de moernering die hier in de Middeleeuwen heeft plaatsgevonden. Onmiddellijk ten noorden van het pleistocene dekzandgebied, maar ten zuiden van de Sint-Pietersdijk, lag namelijk een veenlaag die voor de moernering zeer geschikt was.
De Oude Eeklosche Watergang die ten noorden van Moershoofde naar Aardenburg loopt, was een middeleeuwse turfvaart.
Parallel aan het Leopoldkanaal loopt nog de Moerhuizen watergang die eveneens aan de vroegere activiteit herinnert.

## Eerste Wereldoorlog
In de Eerste Wereldoorlog kregen de Belgische inwoners van Moershoofde van de Duitsers een speciaal statuut. Dit omwille van de ligging van Moershoofde, een klein stukje België ten Noorden van het Leopoldkanaal, grenzend aan Nederland. Samen met De Oosthoek en Kantijne vormden Moershoofde een soort neutraal niemandsland tussen België en Nederland, Klein België genaamd, zonder belasting, politie en opeisingen.

Steden: Aardenburg · IJzendijke · Oostburg · Sint Anna ter Muiden · Sluis

Dorpen: Breskens · Cadzand · Eede · Groede · Hoofdplaat · Nieuwvliet · Retranchement · Schoondijke · Sint Kruis · Waterlandkerkje · Zuidzande

Buurtschappen: Akkerput · Bakkersdam · Balhofstede · Biezen · Boerenhol · Braamhul · De Brabander · De Bracke · Cadzand-Bad · Cathelijneschans/Schans · Dam · De Dam · Draaibrug · Halve Maantje · Hans Vriezeschans · Het Eiland · Goedleven · Groeneboomgaard · Grootendam/De Hoogedam · Heille · Hoogendijk · Hoogeweg · Kapitalendam · Ketelaarstraat · Klakbaan · Klein-Brabant · Konijnenberg · Koninginnehaven · Kruisdijk · Kruishoofd · Maagdenberg · Maagd van Gent (deels) · Maaidijk · Marollenput · Moershoofde (deels) · Moleke (deels) · Molentje · Mollekot (deels) · De Munte · Nieuwesluis · Nieuwland · Nieuwvliet-Bad · Nolle · Nummer Een · Oostburgsche Brug · Oosthoek (deels) · Oudeland · Oudemenne · De Pas · Plankenpoortje · Plakkebord · De Platluis · Polderstraat/Steenoven · 't Poldertje · Ponte · Ponte-Avancé · Pyramide · Rijksweg · Ronduit · Roodenhoek · Sasput · Scherpbier · Sint Pieter · Slepershaven/Slapershaven · Slijkplaat · Slikkenburg · Sluissche Veer · Smedekensbrugge · Spitsbroek · Steenhoven · Steenoven · Stenen Heule · Stroopuit · Terhofstede · Ter-Moere · Tol (Schoondijke) · Tol (Waterlandkerkje) · De Tol · Tragel · Turkeye · Valeiskreek · Veldzicht · Veldzicht (deels) · De Verkorting · Verklikker · Vuilpan · Wafeldorp · Waterhoek · Waterloo · Zandertje · Het Zwindorp

Historische plaatsen: De Keizer · Oude Stad (Aardenburg) · Pannenhuis · Potjes

Zeeland: Steden en dorpen in Zeeland      Nederland: Provincies · Gemeenten
Deelgemeenten: Sint-Jan-in-Eremo · Sint-Laureins · Sint-Margriete · Waterland-Oudeman · Watervliet

Overige dorpen en gehuchten: Bentille · Boterhoek · Celie · Comer · Hondseinde · Maagd van Gent · Moershoofde · Moleke · Mollekot · Oudemanspolder · Veldzicht · Zonne

Belgische gemeenten · Arrondissement Eeklo · Oost-Vlaanderen · Vlaanderen